# Valerio Grasselli
Valerio Grasselli (Roma, 25 maggio 1993) è un pentatleta italiano.

## Biografia
Ha iniziato l'attività agonistica con il nuoto. Ha cominciato a praticare il pentathlon moderno all'età di 15 anni, presso il centro Ippocampo Sport Life di Mentana.
Si è laureato campione continentale agli europei di Bath 2015 nella staffetta mista, con Camilla Lontano.
Ai mondiali militari di Budapest 2018 ha vinto l'argento nella staffetta mista, in coppia con Elena Micheli, terminando dietro ai cinesi Wei Wang e Linbin Zhang.
Agli europei di Székesfehérvár 2018 ha vinto l'argento nella staffetta mista, con Alessandra Frezza.
Con Irene Prampolini ha guadagnato il bronzo nella staffetta mista agli europei di Bath 2019 e Nižnij Novgorod 2021.

## Palmarès
- Europei

Bath 2015: oro nella staffetta mista;
Székesfehérvár 2018: argento nella staffetta mista;
Bath 2019: bronzo nella staffetta mista;
Nižnij Novgorod 2021: bronzo nella staffetta mista;
- Mondiali militari

Budapest 2018: argento nella staffetta mista: